# Стеван Алексић
Стеван Алексић (Арад, 23. децембар 1876 — Модош, 2. новембар 1923) био је српски сликар. Алексић је један од најзначајнијих српских сликара са почетка 20. века.

## Биографија
Стеван Алексић је био пореклом из сликарске породице (деда му је био сликар Никола Алексић, отац Душан Алексић такође се бавио сликањем, као и брат Иван). Основну и грађанску школу завршио у Араду, прве сликарске поуке добија од оца, а 1895. одлази у Минхен где сликарство најпре учи приватно, а потом на Академији (у класи Николаса Гизиса, Грка). Током студија два пута је награђиван за успеле радове. Његову студију "Арапин", откупио је током његове последње године на студијама, професор вајарства на Академији, Рајман. Академију није никад формално завршио(?). 
Због очеве смрти прекида студије (1900) и настањује се у Модошу (данашњи Јаша Томић), где је сазидао кућу са атељеом, и оженио се модошком учитељицом Стефанијом Лукић. Успео је да скицира очев лик на смртном одру. По повратку у завичај довршио је започет очев иконописачки рад у Десци и Бешки. Да би издржавао породицу прихватао се да и даље живопише цркве. 
Први заиста његов посао је рад на иконостасу цркве у Араду 1901-1902. године. Вредан пажње је његов зидни живопис на своду новосадске Алмашке цркве 1905. године. Његово највеће по обиму и значају такво дело било је украшавање целе зидне унутрашње површине Преображенске цркве у Панчеву 1908. године. У оба храма он следи свог пријатеља Уроша Предића.
Основна школа у Јаша Томићу носи назив овог уметника, а у дворишту ове школе се налази биста Стевана Алексића

## Дело
Опус Стевана Алексића, чини око 230 штафелајних слика, преко 20 црквених објеката са око 100 икона и великим бројем зидних композиција, као и шездесетак цртежа и скица, такође је и поправљао радове свог деде Николе Алексића.
Године 1910. насликао је слику "Распеће" у природној величини. То дело је урадио за само два дана и поклонио га брату Ивану, модошком пароху. Иста је настала после свађе између браће, на шта се сликар затворио у атеље, и грчевито стварао - да би се брату искупио. Поп Иван је 1937. године је тај поклон уступио Музеју Матице српске у Новом Саду (данашњој Галерији). Београдско патриотско Друштво Св. Саве, поседовало је између два рата Алексићу велику историјску религиозну композицију Спаљивање моштију Св. Саве на Врачару.
Сликао је портрете, иконе, историјски и религиозни жанр. Стилски његово сликарство припада минхенској сликарској школи, њеном реалистичком току. Најзначајнији део Алексићевог опуса везан је за сликарство симболизма и показује мноштво одлика овог сликарског правца, чиме се оно сврстава у европске уметничке токове.

## Дела
Насликао је зидне слике или иконостасе у следећим црквама:
1900. у Бешкој
1900. у Десци
1901—1902. у Араду
1902—1903. у Темишвару
1903. у Чакову и Вуковару
1904. у Новом Саду
1905. у католичком храму Жигмондфалви, данашњем Лукићеву
1906. у Остојићеву
1905—1906. у Модошу
1907—1909. у Панчеву Преображенска црква
1909. у Сремским Карловцима
1906. и 1909. у манастиру Бешенову
1907. у  Баваништу и Елемиру
1908. у Куману и Панчеву
1909. у Варјашу
1909—1910.  у Конаку
1909. у Банатском Новом Селу и Српском Светом Мартону
1911. у Јарковцу
1911—1912. у Ђурђеву
1913. у Луговету и Руми
1914. у Бечкереку, свод Ваведењске цркве у Граднулици,
1915. у Кленку
1922—1923. у манастиру Бездин

## Галерија
- Женски акт, 1896.
- Женски портрет, 1898. Народни музеј Панчево
- Аутопортрет
- Аутопортрет, 1918.
- Весели Банаћани, 1911.
- Аутопортрет у кафани, 1901.
- Портрет сликареве мајке, 1906.
- Свети Георгије убива аждаху, 1909.
- Портрет знаменитог Војвођанина, 1909.
- Анђео
- Мушки акт, 1896.
- Голгота, 1921.
- Портрет мушкарца, Народни музеј у Нишу, 1922.
- Стефан Дечански добија вид, Историјски музеј Србије
- Спаљивање моштију Светог Саве, 1912
- Сликар са моделом, 1919.